# Serie de Campeonato de la Liga Americana
La Serie de Campeonato de la Liga Americana (ALCS) es un playoff al mejor de siete juegos y una de las dos Series de Campeonato de la Liga que comprenden la penúltima ronda de la postemporada de la Major League Baseball (MLB). 
Es disputado por los ganadores de las dos Series Divisionales de la Liga Americana. 
El ganador de la ALCS gana el banderín de la Liga Americana y avanza a la Serie Mundial, la serie de campeonato de la MLB, para jugar contra el ganador de la Serie de Campeonato de la Liga Nacional (NL).

## Trofeo
El equipo ganador de la Serie de Campeonato recibe el trofeo William Harridge, en homenaje al presidente de la Liga Americana entre 1931 y 1958 e inducido al Salón de la Fama en 1972.

## Historia
La Serie de Campeonato nació en 1969, antes de esa fecha la forma de definir el campeón de la Liga Americana consistía en una tabla general y el equipo que conseguía mayor cantidad de victorias (porcentaje) se coronaba campeón de la Liga, en 1969 con la incorporación de los Kansas City Royals y Seattle Pilots, se decidió la creación de las divisiones Este y Oeste, cuyos campeones disputarían la Serie de Campeonato para determinar el campeón de la Liga Americana.
La ALCS comenzó en 1969 como un playoff al mejor de cinco juegos y utilizó este formato hasta 1985, cuando cambió a su formato actual al mejor de siete.
En 1994 se crea la división central, desde entonces antes de la Serie de Campeonato, se disputa una Serie Divisional en donde participan los tres campeones divisionales más el equipo con mejor récord que no haya sido campeón de división, este formato se mantuvo hasta 2011, ya que desde 2012 se incorporó el Juego de Wild Card para definir el cuarto clasificado a la Serie Divisional, desde la temporada 2022 se disputan dos series de Wild Card consistente en el mejor de tres partidos.

## Resultados
| Año  | Campeón                            | Manager                            | Resultado                          | Subcampeón                         | Manager                            | MVP                                |
| ---- | ---------------------------------- | ---------------------------------- | ---------------------------------- | ---------------------------------- | ---------------------------------- | ---------------------------------- |
| 1969 | Baltimore Orioles                  | Earl Weaver                        | 3–0                                | Minnesota Twins                    | Billy Martin                       |                                    |
| 1970 | Baltimore Orioles                  | Earl Weaver                        | 3–0                                | Minnesota Twins                    | Bill Rigney                        |                                    |
| 1971 | Baltimore Orioles                  | Earl Weaver                        | 3–0                                | Oakland Athletics                  | Dick Williams                      |                                    |
| 1972 | Oakland Athletics                  | Dick Williams                      | 3–2                                | Detroit Tigers                     | Billy Martin                       |                                    |
| 1973 | Oakland Athletics                  | Dick Williams                      | 3–2                                | Baltimore Orioles                  | Earl Weaver                        |                                    |
| 1974 | Oakland Athletics                  | Alvin Dark                         | 3–1                                | Baltimore Orioles                  | Earl Weaver                        |                                    |
| 1975 | Boston Red Sox                     | Darrell Johnson                    | 3–0                                | Oakland Athletics                  | Alvin Dark                         |                                    |
| 1976 | New York Yankees                   | Billy Martin                       | 3–2                                | Kansas City Royals                 | Whitey Herzog                      |                                    |
| 1977 | New York Yankees                   | Billy Martin                       | 3–2                                | Kansas City Royals                 | Whitey Herzog                      |                                    |
| 1978 | New York Yankees                   | Bob Lemon                          | 3–1                                | Kansas City Royals                 | Whitey Herzog                      |                                    |
| 1979 | Baltimore Orioles                  | Earl Weaver                        | 3–1                                | California Angels                  | Jim Fregosi                        |                                    |
| 1980 | Kansas City Royals                 | Jim Frey                           | 3–0                                | New York Yankees                   | Dick Howser                        | Frank White, Kansas City           |
| 1981 | New York Yankees                   | Bob Lemon                          | 3–0                                | Oakland Athletics                  | Billy Martin                       | Graig Nettles, New York            |
| 1982 | Milwaukee Brewers                  | Harvey Kuenn                       | 3–2                                | California Angels                  | Gene Mauch                         | Fred Lynn, California              |
| 1983 | Baltimore Orioles                  | Joe Altobelli                      | 3–1                                | Chicago White Sox                  | Tony La Russa                      | Mike Boddicker, Baltimore          |
| 1984 | Detroit Tigers                     | Sparky Anderson                    | 3–0                                | Kansas City Royals                 | Dick Howser                        | Kirk Gibson, Detroit               |
| 1985 | Kansas City Royals                 | Dick Howser                        | 4–3                                | Toronto Blue Jays                  | Bobby Cox                          | George Brett, Kansas City          |
| 1986 | Boston Red Sox                     | John McNamara                      | 4–3                                | California Angels                  | Gene Mauch                         | Marty Barrett, Boston              |
| 1987 | Minnesota Twins                    | Tom Kelly                          | 4–1                                | Detroit Tigers                     | Sparky Anderson                    | Gary Gaetti, Minnesota             |
| 1988 | Oakland Athletics                  | Tony La Russa                      | 4–0                                | Boston Red Sox                     | Joe Morgan                         | Dennis Eckersley, Oakland          |
| 1989 | Oakland Athletics                  | Tony La Russa                      | 4–1                                | Toronto Blue Jays                  | Cito Gaston                        | Rickey Henderson, Oakland          |
| 1990 | Oakland Athletics                  | Tony La Russa                      | 4–0                                | Boston Red Sox                     | Joe Morgan                         | Dave Stewart, Oakland              |
| 1991 | Minnesota Twins                    | Tom Kelly                          | 4–1                                | Toronto Blue Jays                  | Cito Gaston                        | Kirby Puckett, Minnesota           |
| 1992 | Toronto Blue Jays                  | Cito Gaston                        | 4–2                                | Oakland Athletics                  | Tony La Russa                      | Roberto Alomar, Toronto            |
| 1993 | Toronto Blue Jays                  | Cito Gaston                        | 4–2                                | Chicago White Sox                  | Gene Lamont                        | Dave Stewart, Toronto              |
| 1994 | Cancelada por huelga de jugadores. | Cancelada por huelga de jugadores. | Cancelada por huelga de jugadores. | Cancelada por huelga de jugadores. | Cancelada por huelga de jugadores. | Cancelada por huelga de jugadores. |
| 1995 | Cleveland Indians                  | Mike Hargrove                      | 4–2                                | Seattle Mariners                   | Lou Piniella                       | Orel Hershiser, Cleveland          |
| 1996 | New York Yankees                   | Joe Torre                          | 4–1                                | Baltimore Orioles                  | Davey Johnson                      | Bernie Williams, New York          |
| 1997 | Cleveland Indians                  | Mike Hargrove                      | 4–2                                | Baltimore Orioles                  | Davey Johnson                      | Marquis Grissom, Cleveland         |
| 1998 | New York Yankees                   | Joe Torre                          | 4–2                                | Cleveland Indians                  | Mike Hargrove                      | David Wells, New York              |
| 1999 | New York Yankees                   | Joe Torre                          | 4–1                                | Boston Red Sox                     | Jimy Williams                      | Orlando Hernández, New York        |
| 2000 | New York Yankees                   | Joe Torre                          | 4–2                                | Seattle Mariners                   | Lou Piniella                       | David Justice, New York            |
| 2001 | New York Yankees                   | Joe Torre                          | 4–1                                | Seattle Mariners                   | Lou Piniella                       | Andy Pettitte, New York            |
| 2002 | Anaheim Angels                     | Mike Scioscia                      | 4–1                                | Minnesota Twins                    | Ron Gardenhire                     | Adam Kennedy, Anaheim              |
| 2003 | New York Yankees                   | Joe Torre                          | 4–3                                | Boston Red Sox                     | Grady Little                       | Mariano Rivera, New York           |
| 2004 | Boston Red Sox                     | Terry Francona                     | 4–3                                | New York Yankees                   | Joe Torre                          | David Ortiz, Boston                |
| 2005 | Chicago White Sox                  | Ozzie Guillén                      | 4–1                                | Los Angeles Angels of Anaheim      | Mike Scioscia                      | Paul Konerko, Chicago              |
| 2006 | Detroit Tigers                     | Jim Leyland                        | 4–0                                | Oakland Athletics                  | Ken Macha                          | Plácido Polanco, Detroit           |
| 2007 | Boston Red Sox                     | Terry Francona                     | 4–3                                | Cleveland Indians                  | Eric Wedge                         | Josh Beckett, Boston               |
| 2008 | Tampa Bay Rays                     | Joe Maddon                         | 4–3                                | Boston Red Sox                     | Terry Francona                     | Matt Garza, Tampa Bay              |
| 2009 | New York Yankees                   | Joe Girardi                        | 4–2                                | Los Angeles Angels of Anaheim      | Mike Scioscia                      | CC Sabathia, New York              |
| 2010 | Texas Rangers                      | Ron Washington                     | 4–2                                | New York Yankees                   | Joe Girardi                        | Josh Hamilton, Texas               |
| 2011 | Texas Rangers                      | Ron Washington                     | 4–2                                | Detroit Tigers                     | Jim Leyland                        | Nelson Cruz, Texas                 |
| 2012 | Detroit Tigers                     | Jim Leyland                        | 4–0                                | New York Yankees                   | Joe Girardi                        | Delmon Young, Detroit              |
| 2013 | Boston Red Sox                     | John Farrell                       | 4–2                                | Detroit Tigers                     | Jim Leyland                        | Koji Uehara, Boston                |
| 2014 | Kansas City Royals                 | Ned Yost                           | 4–0                                | Baltimore Orioles                  | Buck Showalter                     | Lorenzo Cain, Kansas City          |
| 2015 | Kansas City Royals                 | Ned Yost                           | 4–2                                | Toronto Blue Jays                  | John Gibbons                       | Alcides Escobar, Kansas City       |
| 2016 | Cleveland Indians                  | Terry Francona                     | 4–1                                | Toronto Blue Jays                  | John Gibbons                       | Andrew Miller, Cleveland           |
| 2017 | Houston Astros                     | A. J. Hinch                        | 4–3                                | New York Yankees                   | Joe Girardi                        | Justin Verlander, Houston          |
| 2018 | Boston Red Sox                     | Alex Cora                          | 4–1                                | Houston Astros                     | A. J. Hinch                        | Jackie Bradley Jr., Boston         |
| 2019 | Houston Astros                     | A. J. Hinch                        | 4–2                                | New York Yankees                   | Aaron Boone                        | José Altuve, Houston               |
| 2020 | Tampa Bay Rays                     | Kevin Cash                         | 4–3                                | Houston Astros                     | Dusty Baker                        | Randy Arozarena, Tampa Bay         |
| 2021 | Houston Astros                     | Dusty Baker                        | 4-2                                | Boston Red Sox                     | Alex Cora                          | Yordan Álvarez, Houston            |
| 2022 | Houston Astros                     | Dusty Baker                        | 4-0                                | New York Yankees                   | Aaron Boone                        | Jeremy Peña, Houston               |
| 2023 | Texas Rangers                      | Bruce Bochy                        | 4-3                                | Houston Astros                     | Dusty Baker                        | Adolis García, Texas               |
| 2024 | New York Yankees                   | Aaron Boone                        | 4-1                                | Cleveland Guardians                | Stephen Vogt                       | Giancarlo Stanton, New York        |

## Palmarés
Estadísticas actualizadas hasta la temporada 2024.
| Apariciones | Equipo              | Títulos | Subcampeonatos | Porcentaje | Temporadas |
| ----------- | ------------------- | ------- | -------------- | ---------- | --- |
| 19          | New York Yankees    | 12      | 7              | .632       | 1976, 1977, 1978, 1980, 1981, 1996, 1998, 1999, 2000, 2001, 2003, 2004, 2009, 2010, 2012, 2017, 2019, 2022, 2024 |
| 12          | Boston Red Sox      | 6       | 6              | .500       | 1975, 1986, 1988, 1990, 1999, 2003, 2004, 2007, 2008, 2013, 2018, 2021                                           |
| 11          | Athletics           | 6       | 5              | .545       | 1971, 1972, 1973, 1974, 1975, 1981, 1988, 1989, 1990, 1992, 2006                                                 |
| 10          | Baltimore Orioles   | 5       | 5              | .500       | 1969, 1970, 1971, 1973, 1974, 1979, 1983, 1996, 1997, 2014                                                       |
| 8           | Kansas City Royals  | 4       | 4              | .500       | 1976, 1977, 1978, 1980, 1984, 1985, 2014, 2015                                                                   |
| 7           | Houston Astros      | 4       | 3              | .571       | 2017, 2018, 2019, 2020, 2021, 2022, 2023                                                                         |
| 7           | Detroit Tigers      | 3       | 4              | .429       | 1972, 1984, 1987, 2006, 2011, 2012, 2013                                                                         |
| 7           | Toronto Blue Jays   | 2       | 5              | .286       | 1985, 1989, 1991, 1992, 1993, 2015, 2016                                                                         |
| 6           | Cleveland Guardians | 3       | 3              | .500       | 1995, 1997, 1998, 2007, 2016, 2024                                                                               |
| 6           | Los Angeles Angels  | 1       | 5              | .167       | 1979, 1982, 1986, 2002, 2005, 2009                                                                               |
| 5           | Minnesota Twins     | 2       | 3              | .400       | 1969, 1970, 1987, 1991, 2002                                                                                     |
| 3           | Texas Rangers       | 3       | 0              | 1.000      | 2010, 2011, 2023                                                                                                 |
| 3           | Chicago White Sox   | 1       | 2              | .333       | 1983, 1993, 2005                                                                                                 |
| 3           | Seattle Mariners    | 0       | 3              | .000       | 1995, 2000, 2001                                                                                                 |
| 2           | Tampa Bay Rays      | 2       | 0              | 1.000      | 2008, 2020 |
| 1           | Milwaukee Brewers   | 1       | 0              | 1.000      | 1982 |